# 白頭林鐵線
白頭林鐵線（朝鲜语：／ Paekdu Rimch'ŏl sŏn */?）是朝鮮民主主義人民共和國曾經存在的一條鐵道線路，在1958年動工修建。現已分拆為三池淵線和普天線的一部分。